# Pokémon Battle Revolution
Pokémon Battle Revolution (ポケモンバトルレボリューション Pokémon Batoru Reboryūshon) er det første Pokémon-spil udgivet til Nintendos Wii spilkonsol.
Via den inbyggede trådløse netværksforbindelse der er indbygget i Wii og Nintendo DS, er det muligt at øverføre Pokémon, samt kæmpe mod andre spillere, der har Pokemon Diamond eller Pokemon Pearl.